# Arnaldo Silva Júnior
Arnaldo Silva Júnior (Uberlândia), é um político brasileiro, filiado ao UNIÃO. Nas eleições de 2022, foi eleito deputado estadual por MG.